# Tabidia defloralis
Tabidia defloralis là một loài bướm đêm trong họ Crambidae.